# Клуб 27
"Клуб 27" е общото название на група световноизвестни музиканти и певци, повлияли значително развитието на музиката и починали на възраст 27 години, понякога при странни или неизяснени обстоятелства.
Причината за създаването на клуба са кончините на Джонс, Джоплин, Морисън и Хендрикс, които са почти една след друга. По-късно са включени и други музиканти, които променят лицето на музиката завинаги. Когато умира Кобейн, неговата сестра твърди, че той винаги е искал да се присъедини към Клуб 27. Макар известните певци и музиканти, починали на 27-годишна възраст да са всъщност 35, официално включени в списъка са:
| Снимка |                | Дата на раждане   | Дата на смъртта   | Причина за смъртта | Занимание/Професия                                                               |
| ------ | -------------- | ----------------- | ----------------- | --- | -------------------------------------------------------------------------------- |
|        | Робърт Джонсън | 8 май 1911        | 16 август 1938    | Вероятно отравяне със стрихнин.                                                                                            | Блус музикант, китарист и певец.                                                 |
|        | Браян Джонс    | 28 февруари 1942  | 3 юли 1969        | Удавяне в басейн, по непотвърдени данни е убит.                                                                            | Един из основателите на групата The Rolling Stones, китарист.                    |
|        | Джими Хендрикс | 27 ноември 1942   | 18 септември 1970 | Задушава се вследствие повръщане след поглъщане на голяма доза алкохол и сънотворни. Има съмнения (неофициално) че е убит. | Вокалист, автор на песни, счита се за най-добрия китарист на всички времена.     |
|        | Джанис Джоплин | 19 януари 1943    | 4 октомври 1970   | Свръхдоза наркотици. | Една от най-уникалните и добри вокалистки в историята на рокендрола.             |
|        | Джим Морисън   | 8 декември 1943   | 3 юли 1971        | Официалната версия за смъртта е сърдечна недостатъчност. Неофициалните версии са предозиране с наркотици или убийство.     | Поет, вокалист, автор на песни и солист на групата The Doors.                    |
|        | Кърт Кобейн    | 20 февруари 1967  | 5 април 1994      | Официална версия – самоубийство с изстрел в главата. Има подозрения за убийство.                                           | Вокалист, китарист, автор на песни и солист на Nirvana.                          |
|        | Едуард Старков | 8 юли 1969        | 23 февруари 1997  | Самоубийство чрез обесване.                                                                                                | Китарист, тромпетист, акордеонист, автор на песни и солист на групата Химера.    |
|        | Ейми Уайнхаус  | 14 септември 1983 | 23 юли 2011       | Алкохолно отравяне. | Носителка на множество награди певица и авторка на текстове със специфичен стил. |
|        | Ким Джонгхюн   | 8 април 1990      | 18 декември 2017  | Самоубил се заради тежка клинична депресия.                                                                                | Основен вокалист в популярната южнокорейска поп група SHINee.                    |

## Български музиканти починали на 27
| Снимка | Име                     | Дата на раждане  | Дата на смъртта  | Причина за смъртта | Занимание/Професия                                                                        |
| ------ | ----------------------- | ---------------- | ---------------- | ------------------ | ----------------------------------------------------------------------------------------- |
|        | Димитър Воев            | 21 май 1965      | 5 септември 1992 | Рак                | основател на българската дарк уейв група „Нова генерация“                                 |
|        | Николай Николов – NI.co | 26 октомври 1990 | 29 юни 2018      | Катастрофа         | музикант, певец, композитор, поет, известен като фронтмен на българската рок група NI.co. |